# Mary Elizabeth McDonough

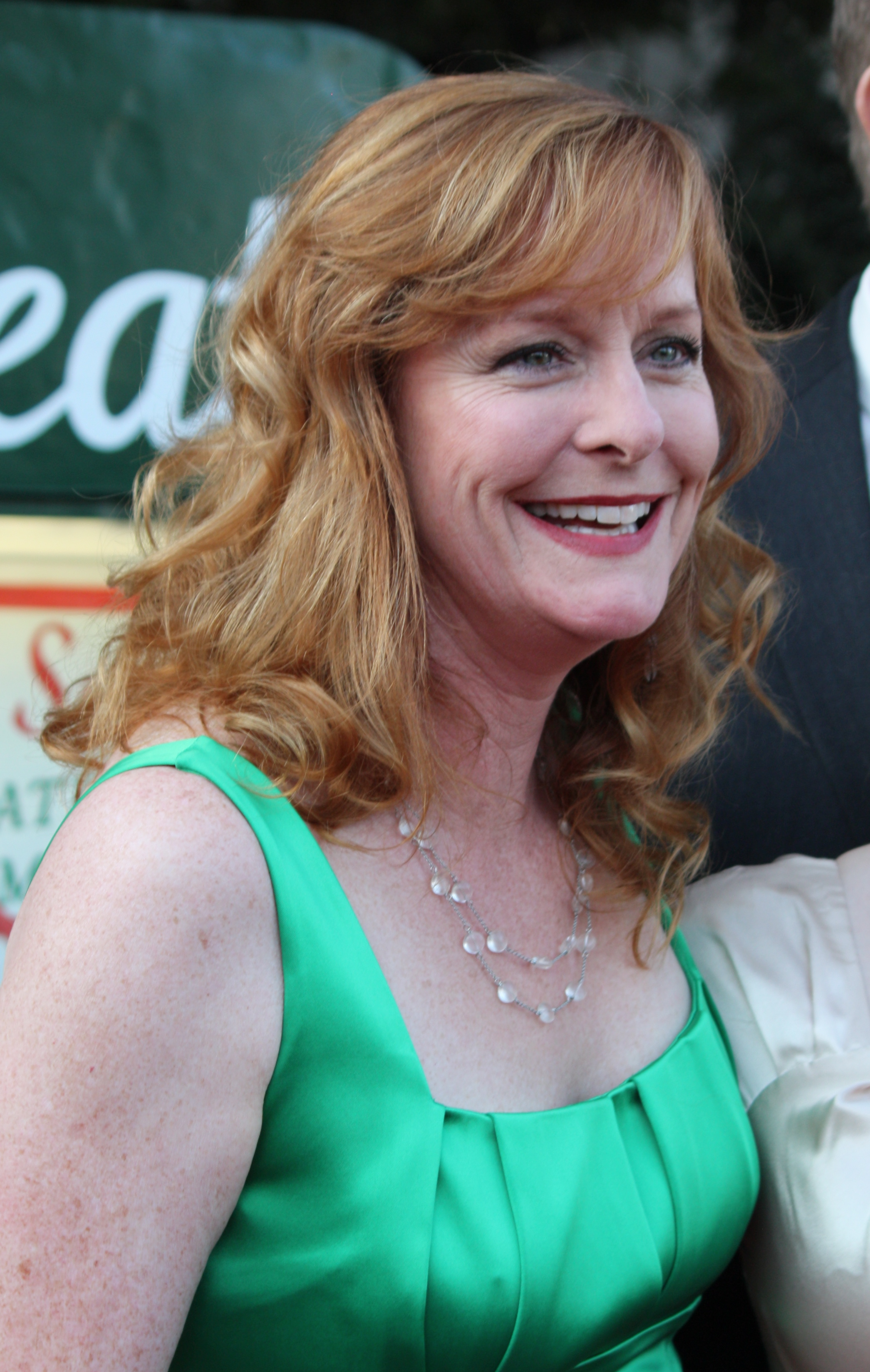
Mary Elizabeth McDonough 2012

Mary Elizabeth „Beth“ McDonough (* 4. Mai 1961 in Van Nuys, Kalifornien) ist eine US-amerikanische Schauspielerin.

## Karriere
McDonoughs bekannteste Rolle ist die der Erin Walton in Die Waltons. Darüber hinaus war sie in Serien wie Picket Fences – Tatort Gartenzaun, Emergency Room – Die Notaufnahme und Boston Legal zu sehen. Im April 2011 erschien ihr Buch Lessons from the Mountain, in dem sie auf ihre Zeit als Darstellerin in der Serie Die Waltons zurückblickt.
Von 1988 bis 1996 war sie mit Rob Wickstrom verheiratet, mit dem sie eine Tochter hat.

## Filmografie (Auswahl)
- 1963: General Hospital (Fernsehserie, 1 Folge als Heidi Hopkins)
- 1972–1981: Die Waltons (The Waltons, Fernsehserie, 212 Folgen als Erin Walton)
- 1982/1983: Love Boat (The Love Boat, Fernsehserie, 2 Folgen)
- 1994: Ein himmlischer Irrtum (Heaven Sent, Fernsehserie, 1 Folge als Kathy Chandler)
- 1995: Was ist los mit Alex Mack? (The Secret World of Alex Mac, Fernsehserie, 1 Folge als Betsy Phillips)
- 1996: Picket Fences – Tatort Gartenzaun (Picket Fences, Fernsehserie, 1 Folge)
- 1996: Ein Wink des Himmels (Promised Land, Fernsehserie, 1 Folge als Claire’s Mutter)
- 1997: Emergency Room – Die Notaufnahme (ER, Fernsehserie, 1 Folge als Jean Twomey)
- 1998: Diagnose: Mord (Diagnosis Murder, Fernsehserie, 1 Folge als Colleen Akins)
- 1999: Ally McBeal (Fernsehserie, 1 Folge als Anwältin Gloria Stepp)
- 2002: The West Wing – Im Zentrum der Macht (The West Wing, Fernsehserie, 1 Folge als Beth)
- 2002: Will & Grace (Fernsehserie, 2 Folgen)
- 2006: Boston Legal (Fernsehserie, 1 Folge als Janice Warner)
- 2006–2009: The New Adventures of Old Christine (Fernsehserie, 8 Folgen als Mrs. Wilhoite)
- 2023: Das Weihnachtswunder von Biltmore (A Biltmore Christmas, Fernsehfilm)
- 2024: Holiday Touchdown: A Chiefs Love Story (Fernsehfilm)

## Schriften
- 2011: Lessons from the Mountain. New York: Kensington Publishing Corporation. ISBN 978-0-7582-6366-7